# Wiera Komisowa
Wiera Jakowlewna Komisowa, z domu Nikitina, ros. Вера Яковлевна Комисова, z domu Никитина (ur. 11 czerwca 1953 w Leningradzie) – radziecka lekkoatletka, płotkarka, mistrzyni olimpijska.
Komisowa zdobyła dość niespodziewanie złoty medal igrzysk olimpijskich w Moskwie w 1980 w biegu na 100 m przez płotki. Faworytkami w tej konkurencji były broniąca tytułu Niemka Johanna Klier i świeża rekordzistka świata Polka Grażyna Rabsztyn. W poprzednich sezonach Komisowa osiągała słabe czasy: 13,41 s w 1978 i 12,87 s w 1979. W sezonie olimpijskim biegała na poziomie 12,8 s. Na igrzyskach w biegach eliminacyjnych i półfinałowym biegała jednak o wiele szybciej. W finale szybko wysunęła się do przodu i nie oddała prowadzenia pokonując Klier. Trzecie miejsce zajęła druga z Polek – Lucyna Langer, a Rabsztyn była dopiero piąta. Komisowa uzyskała czas 12,56 s, ustanawiając rekord olimpijski. Później tego samego roku w Rzymie Komisowa ustanowiła swój rekord życiowy – 12,39 s, który był wówczas drugim najlepszym czasem po rekordzie świata Rabsztyn. Do dzisiaj jest to jeden z najlepszych wyników w historii tej konkurencji.
Na tych samych igrzyskach w Moskwie Komisowa zdobyła jeszcze srebrny medal w biegu sztafetowym 4 × 100 m, w którym startowała razem z Ludmiłą Żarkową, Wierą Anisimową i Natalją Bocziną.
Komisowa startowała jeszcze kilka lat w zawodach lekkoatletycznych, lecz nigdy już nie zbliżyła się do formy jaką osiągnęła w sezonie olimpijskim. Jej największym osiągnięciem było 6. miejsce na mistrzostwach Europy w 1982.